# Compositie in lijn
Compositie in lijn is een schilderij van de Nederlandse schilder Piet Mondriaan en is in het bezit van het Kröller-Müller Museum in Otterlo.
Het schilderij maakt deel uit van de serie Pier en Oceaan. Deze serie schilderijen en tekeningen zijn gebaseerd op observaties die Mondriaan van het Nederlandse kustlandschap maakte vanaf 1916. Gaandeweg vormde hij de zee, de kustlijn, de horizon en een pier om in geometrische elementen. Deze serie wordt ook wel de plus-minus-serie genoemd, vanwege de elkaar vaak kruisende horizontale en verticale lijnen. De naam Pier en Oceaan refereert dus aan de oorsprong van de serie uit de waarneembare werkelijkheid, terwijl de naam plus-minus verwijst naar de elementen waaruit het schilderij is opgebouwd (de 'beeldingsmiddelen' lijn en achtergrond). En precies dit is het grondbeginsel van de nieuwe beelding, waarover Mondriaan vanaf 1917 uitvoerig schreef in De Stijl.
Het schilderij Compositie in lijn begon Mondriaan in 1916. Een reproductie van dit werk in zijn oorspronkelijke vorm bevindt zich in Theo van Doesburgs De nieuwe beweging in de schilderkunst. Het jaar daarop schilderde Mondriaan het doek echter over. Het werk werd nog eenvoudiger. De lijnen werden verdikt en ingekort, waardoor ze, op een paar na, op zichzelf kwamen te staan. Volgens Paul Overy deed hij dit in navolging van Bart van der Leck, in wiens werk uit 1917 de dikkere lijnen ook los van elkaar op het doek geplaatst zijn.